# 화성 기후 궤도선
화성 기후 궤도선(Mars Climate Orbiter)은 NASA가 발사한 화성 탐사선이다. 1999년 화성 궤도에 진입했으나, 도량형 입력 오류로 폭발하였다.

## 원인
조사위원회가 밝힌 실패의 원인은, 탐사선의 데이터가 미터법으로 보고되어야 하는데, 야드파운드법에 따라 보고되고 있었다는 항행 상의 실수에 의한 것으로 판명되었다. 이로 인해, 자세제어용 추력기에서 발생하는 힘을 실제보다 약 4.45배 (1파운드힘=약 4.45뉴턴) 적은 것으로 예측하게 되어, 탐사선은 궤도 진입 시에 예정되어 있던 화성표면 위 140–150 km 상공의 궤도가 아닌, 57 km 상공의 궤도에 진입하였고, 저고도에서의 대기 압력과 마찰을 견디지 못하고 파괴된 것으로 판단된다.

## 같이 보기

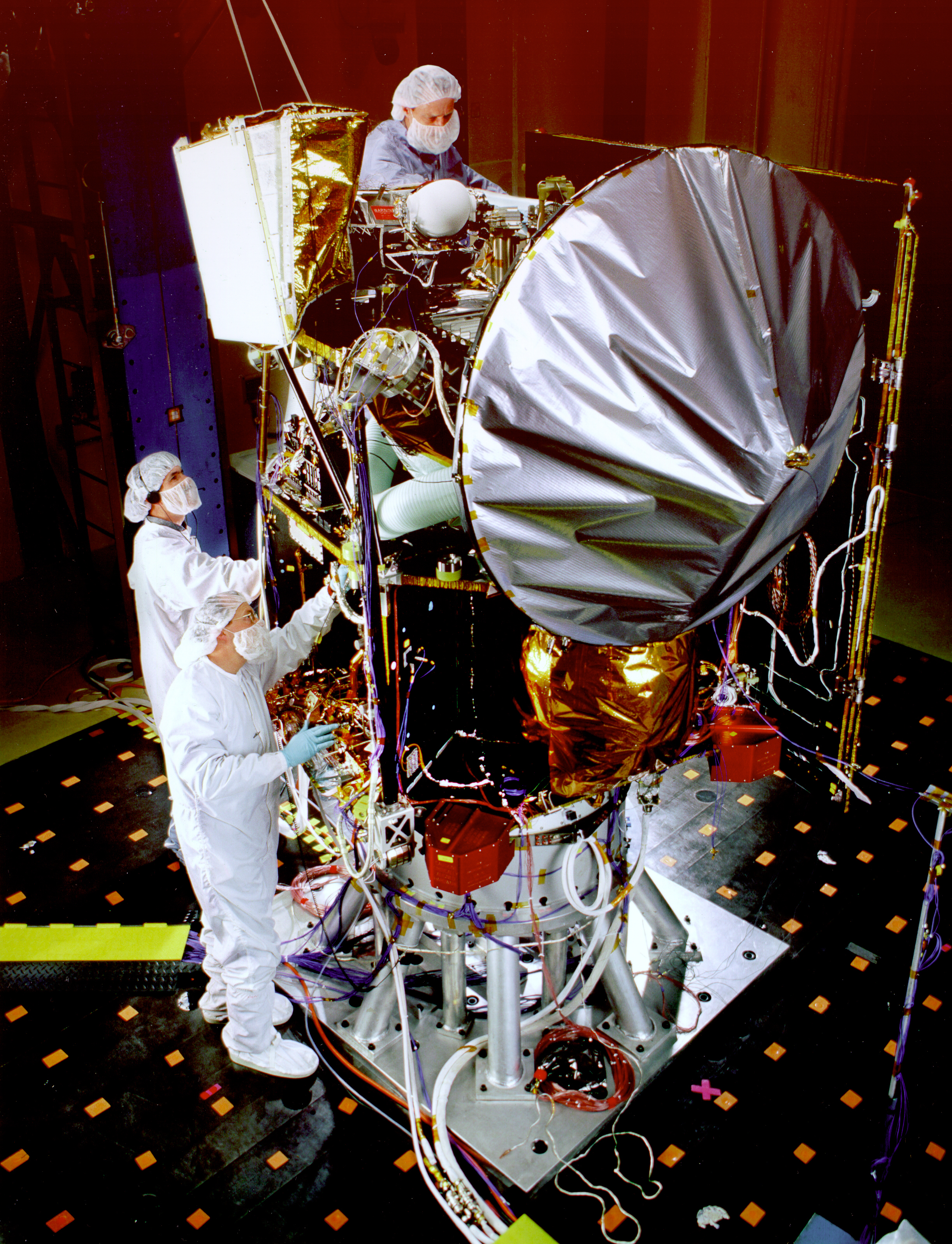
시험 중인 화성 기후 궤도선

- 마스 폴라 랜더

1. ↑  센티미터로 궤도를 측정하고 들어가야 했는데 인치로 궤도를 측정하니 당연히 진입오차가 발생하였고 엉뚱한 곳에 진입하여 화성의 대기에 불타버렸다